# Cochera Manuela Pedraza
La Cochera Manuela Pedraza (también denominada Cochera Congreso de Tucumán) es una cochera y taller ferroviario que da servicio al Subte de Buenos Aires, principalmente a la línea D. Está ubicado debajo de la Avenida Cabildo a continuación de la estación Congreso de Tucumán entre la Avenida Congreso y la calle Manuela Pedraza en el barrio porteño de Núñez.
El nombre homenajea a Manuela Pedraza, heroína de las Invasiones Inglesas que luchó en la reconquista de Buenos Aires de 1806.

## Proyecto original de estación

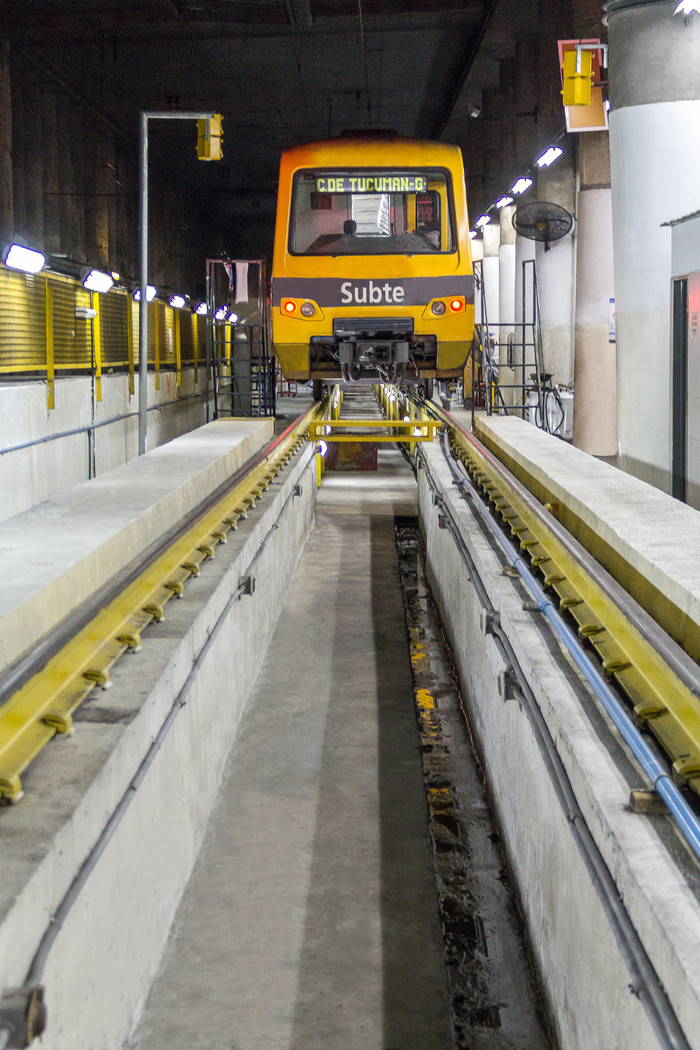
Tren Alstom en la cochera.

Originalmente, Manuela Pedraza estaba planificada como la estación terminal de la línea D. De hecho, luego de la inauguración de la estación Congreso de Tucumán en el año 2000, en algunos carteles indicadores de los trenes y mapas de la red, aparecía Manuela Pedraza como estación cabecera. Oficialmente se anunciaba la apertura de la estación para el año 2002, en conjunto con una cochera, y cuyos fondos para la obra provendrían de un préstamo de Estados Unidos. Finalmente, se optó por convertir a la estación en una cochera con el mismo nombre, que fue habilitada en 2005, teniendo 600 metros de longitud.

## Ampliación como taller
En 2014 se iniciaron las obras para convertir a la cochera en un taller ferroviario que tendrá una estructura subterránea de 200 metros de largo y 20 de ancho. Contará con cuatro vías, puente grúa, mesa giratoria de boggies, catenaria rebatible, fosas y bancos de trabajo para el desarmado y revisión de piezas, un centro de potencia, sistemas de ventilación y de bombeo, un montacargas, sistemas contra incendio, escaleras y ascensores, oficinas administrativas con aire acondicionado, comedor, vestuarios, y hasta una sala de reuniones. El equipo de trabajo estará compuesto por el director de obra, los supervisores y 120 operarios. Hasta el momento, la línea posee el Taller-Cochera Canning y usualmente es utilizado el Taller Polvorín de la línea A. Las obras demorarían dos años. La obra originalmente había sido anunciada a fines de 2011 para ser iniciada en mayo de 2012, pero fue demorada dos años. Se había anunciado, además, que su construcción se llevaría a cabo con una tipología cut&cover mediante pozos de ataque.